# Achelia quadridentata
Achelia quadridentata is een zeespin uit de familie Ammotheidae. De soort behoort tot het geslacht Achelia. Achelia quadridentata werd in 1910 voor het eerst wetenschappelijk beschreven door Hodgson. 